# Angst über der Stadt
Angst über der Stadt (Originaltitel: Peur sur la ville) ist ein französisch-italienischer Action-Krimi aus dem Jahr 1975. Unter der Regie von Henri Verneuil spielt Jean-Paul Belmondo einen Pariser Polizeikommissar auf der Jagd nach einem Serienmörder und zugleich in einem zweiten Fall nach einem Bankräuber. Verneuil und Belmondo kümmerten sich gemeinsam um die Finanzierung und Produktion. Wie üblich führte Belmondo alle Stunts selber aus. Ein Werbebudget von 1,5 Millionen Francs verschaffte dem Film Präsenz in den Medien und auf Plakaten. Der Film war ein Kassenerfolg, allein in Paris erreichte er 835.000 Kinobesucher.

## Handlung
Kommissar Letellier musste gerade einen Karriereknick verkraften: Bei einer wilden Verfolgungsjagd nach einem Bankraub hat der Gangster Marcucci einen Passanten erschossen; dies erfährt der Zuschauer in einer Rückblende. Zwar hat sich rasch herausgestellt, dass die Kugel nicht aus Letelliers Waffe stammte, dennoch leidet er unter der zeitweiligen Schande und vor allem dem Entkommen des Täters.
Während Letellier – nicht zuletzt von Rachegelüsten getrieben – weiterhin nach Marcucci sucht, wird ihm ein anderer Fall übertragen: Minos nennt sich der Mann, der nacheinander verschiedene Frauen umbringt, deren Lebenswandel nicht seiner sittlichen Vorstellung entspricht. Damit – so erklärt Minos in seinen Briefen an die Presse und die Polizei – wolle er den „sexuellen Schlamm“ ausrotten. Sein selbstgewählter Spitzname ist eine Anspielung auf Dantes Göttliche Komödie. In jedem seiner Briefe fügt er auch ein Teil seines Fotos, das ihn zeigt, hinzu.
Während Letellier in den Ermittlungen wegen Minos nur langsam weiterkommt, taucht Marcucci wieder in der Stadt auf. Eine unerwartete Gelegenheit für Letellier: Er bricht die Auto-Verfolgungsjagd nach Minos ab und verfolgt Marcucci durch die Pariser U-Bahn. Dabei kommt der Gangster ums Leben und Letellier wird von der Presse vorgeworfen, er habe zugunsten seiner Rachegelüste den Frauenmörder laufen lassen.
Minos kann weitere Morde begehen, obwohl die Polizei, ohne es zu wissen, ganz in seiner Nähe ist. Nach einer erfolglosen Verfolgungsjagd über die Dächer von Paris wird er schließlich durch sein Glasauge identifiziert. Als Minos in einem Hochhaus Geiseln nimmt, seilt Letellier sich vom Hubschrauber ab, springt durchs geschlossene Fenster in die Wohnung und überwältigt den Mörder.

## Kritik

### In Frankreich
Die gesamte Presse habe Verneuils Fähigkeit, einen Polizeithriller zu inszenieren, gerühmt, stellte Positif fest. Sicherlich zeige er bei Verfolgungsjagden und Schießereien Sattelfestigkeit und ein unbestreitbares Gespür für Rhythmus. Es fehlten jedoch die sozialen Hintergründe, die Figuren seien äußerst schematisch, das Bild der Polizei zu schmeichelhaft. Dem auf unoriginelle Weise durch Rache motivierten Kommissar leihe Belmondo sein Gesicht und stereotype Ausdrucksweisen als Markenzeichen. In ihrem Buch über den Schauspieler nannten Guérif und Levy Klein Angst über der Stadt einen Film, der sein Publikum vor allem vergnügen wolle. „Belmondo beweist seine körperliche Form und gibt der Rolle des Superpolizisten […] seinen Spott und seine Nonchalance. Das Publikum lacht bei seinen Witzen, während der Gauner Blut läßt. All das ist nicht recht ernst, da es ja nur eine Unterhaltung ist! Was uns angeht, so bedauern wir zutiefst und ehrlich, daß der Schauspieler – vielleicht aus Liebe zu sportlicher Ertüchtigung – sich in ein solches Werk verirrt hat.“

### In Deutschland
Die Frankfurter Allgemeine Zeitung fand den Film simpel, nicht originell, patriarchalisch und lästerte über die zwei Handlungsstränge beziehungsweise Gegner. Die Zeit konnte sich über Belmondos „brillante“ Akrobatik nicht erfreuen, weil der Film „ein zynisches Plädoyer für den totalen Polizeistaat“ sei, das die Brutalität des Polizisten heldenhaft verkläre. Zur Zeichnung des Bösewichts als abartigen Unmenschen bediene sich Verneuil Mitteln, die aus dem faschistischen Kino stammten. Da heilige der „Zweck die ungesetzlichsten Mittel, da wird ideologisch der Boden bereitet für rechtsradikale Putschisten.“ Auf „nicht mehr als kassensichere Unterhaltung“ habe es die Produktion abgesehen, meinte der film-dienst. Er fand die Kriminalfilm-Elemente nicht originell. Der Polizist und der Verbrecher erhielten Profil, andere Figuren nicht. Dem 42-jährigen Belmondo bleibe „noch immer ein jungenhafter Zug, der als bloß ungebärdig und als sympathische Frechheit verniedlicht, was genau besehen nichts mehr anderes ist als jene Umfunktionierung der Verbrechensbekämpfung zum eigengesetzlichen Kräftemessen“. Dank seines physischen Wagemuts sei er ein idealer Darsteller. „Dafür verzeiht man ihm eben manches, was man sonst der Polizei […] dick ankreiden würde.“ Das Lexikon des internationalen Films schrieb, Angst über der Stadt sei ein „nach Art eines Großstadt-Western routiniert inszenierter Actionfilm, der spannende Unterhaltung bietet und die Arbeit der Polizei minutiös nachzeichnet.“

## Trivia
- Laut Abspann wurde der Film mit Unterstützung der 1974 gegründeten Groupe d’intervention de la gendarmerie nationale produziert, einer Spezialeinheit analog zur deutschen GSG 9.